# Németország egyesítése

A Német Birodalom 1871-ben. Ausztria kihagyásával Bismarck az úgynevezett „kisnémet egység” megoldást választotta

Németország egyesítése 1871. január 18-án következett be, amikor Otto von Bismarck porosz miniszterelnök vezetésével a számos független német állam egy nemzetállammá egyesült, megalkotva a Német Birodalmat. Ettől fogva a Németország elnevezés mindegyik német államot magába foglalja.

## Bismarck hatalomra jutása
Napóleon nevéhez fűződik a Német-római Birodalom átalakítása: ami addig több mint 1000 entitás volt, 39 állam modernebb együttműködése lett, megteremtve ezzel a Német Szövetség és a jövőbeli, 1871-es Német Birodalom által létrejövő német egység alapját.
Számos kulcsfontosságú tényező játszott szerepet a korábban független államok Németországgá való egyesülésében.
Az egyesülés felé vezető út sokkal korábban, a német nacionalizmus (valamint helyenként a liberalizmus) kialakulása idején kezdődött.
1848 forradalmai – az az időszak, amikor Európának komoly nemzetiségi problémákkal kellett szembenéznie – szétzúzták a Német Szövetség terveit a német területek egyesítését illetően. Teljesen nyilvánvalóvá vált, hogy a Habsburg Birodalom nem alkalmas az egységes német nemzetállam megteremtésének vezetésére.
Az 1860-as évek elején egy hadügyi reform Poroszországot alkotmányos válságba sodorta. A porosz király, I. Vilmos 1862-ben Bismarckot nevezte ki kancellárnak. Bismarck remélte, hogy meg tudja oldani a válsághelyzetet és sikerül elérnie, hogy Poroszország jelentős német erőt képviseljen a külső háborúk során, ezzel megszerezve a vezető szerepet egy majdan létrejövő, konzervatív szellemű német államban.

## Az egyesült állam megalapítása
A pángermanizmus szellemében létrejövő állam létrehozása a kezdeti (1848-as) liberális és demokratikus jellegéből nagyon gyorsan kezdett veszíteni, és egyre inkább Bismarck tekintélyelvű reálpolitikáját kezdte el követni.
Bismarck a német egységet nagyjából három katonai sikernek köszönheti: a második schleswigi háborúnak (1864) (az első 1848–51 között zajlott), az osztrák–porosz háborúnak (1866) és a francia–porosz háborúnak (1870–71). Habár névlegesen Németország ellenfelei robbantották ki ezen háborúkat, e háborúk felkeltették az emberekben az egységes és erős német állam szükségességének vágyát.

### A második schleswigi háború
1863. november 18-án a dán király aláírta a Novemberi Alkotmányt, amely Schleswiget gyakorlatilag Dániához csatolta. Mindezt a Német Szövetség az 1852-es londoni protokoll megsértésének tekintette. Miután a diplomáciai kísérletek kudarcot vallottak, a porosz seregek 1864. február 1-jén átlépték Schleswig határát. A második schleswigi háborúban az egyesült porosz–osztrák seregek győzelmet arattak, és a konfliktust lezáró bécsi békében megszerezték Schleswiget (Poroszország) és Holsteint (Ausztria).

### Az osztrák–porosz háború
1866-ban Olaszországgal együttműködve Bismarck olyan légkört teremtett, amelyben Ausztria kirobbantotta az osztrák–porosz háborút (más néven „héthetes háború” vagy a „német polgárháború”). A döntő, egynapos győzelem, a königgrätzi csata után Poroszország területeket szerzett Ausztriától, valamint sikerült kirekesztetnie Ausztriát és szövetségeseit a megszűnő Német Szövetség helyébe lépő Északnémet Szövetségből. Ez egyben a német nyelvűek fölötti osztrák fölény végét is jelentette.
Ez az új Államszövetség az 1871-es birodalom közvetlen előfutárának tekinthető. A maradék négy, Majnától délre fekvő német állam független maradt ugyan, de katonai szövetséget kötött Poroszországgal. 1867-ben az osztrák császár, révén tekintélye erősen megcsorbult a vereség miatt, arra kényszerült, hogy magyarországi területeinek egyenlő státuszt adjon, ezzel létrehozva a dualista Osztrák–Magyar Monarchiát. Ausztria soha többé nem képviselt jelentős német erőt.
Bismarck a katonai győzelemmel felülkerekedett Ausztria aktív ellenállásán, mely eddig akadályozta a német egységet. De bármennyire is csökkentette Ausztria befolyását a német államok felett, egyben gyengítette a német egységet is, hiszen néhány német állam Ausztria szövetségese maradt. Mivel ez csökkentette a német nacionalizmus érzését, ezért még egy, a német államok által közösen megvívott háborúra volt szükség. Továbbá, hogy kiteljesítse a német egységet, Bismarck tudta, hogy le kell győznie nagy ellenfelét, III. Napóleon francia császárt. A francia–porosz háborúval mindkét célját elérte.

### A francia–porosz háború
1870-ben Bismarck felbátorította Hohenzollern herceget, hogy fogadja el Spanyolország trónját, amelyet már három másik európai hercegnek is felajánlottak, de III. Napóleon mindegyiket elutasította. Ez természetesen nem volt nyilvános, és egy Hohenzollern király Spanyolország trónján azt jelentette volna, hogy Franciaországot mindkét oldalról németek uralta királyság határolná.
Amikor az egyezség kiszivárgott, a franciák dühöngtek, és a francia szakminiszter egy elég élesen megfogalmazott levélben kifejtette, hogy ha bármilyen porosz herceg elfogadná Spanyolország trónját, akkor a francia vezetés válaszlépésre szánná el magát.
Habár a herceg visszalépett a jelöléstől, Bismarck a fent említett levelet enyhe jelentésmódosításokkal ellátva leközöltette a sajtóval, s ezzel a franciákat egy Németország elleni hadüzenetre ösztönözte.
III. Napóleon a Német Szövetség felosztását remélte (ahogy korábban I. Napóleon is a Német-római Birodalom felosztására tört). Mindazonáltal Franciaország egyedül állt szemben az Északnémet Szövetséggel és annak délnémet szövetségeseivel szemben, Ausztria részvétele nélkül bármelyik oldalon.
Az 1866-os szerződés érvénybe lépett: a német államok együttesen léptek fel katonailag Franciaországgal szemben. Számos ütközet megvívása és a francia császár elfogása után (a sedani csatában) 1870. szeptember 1-jén Bismarck az uralkodó nacionalista szellem jegyében fogalmazta meg  Németországot.

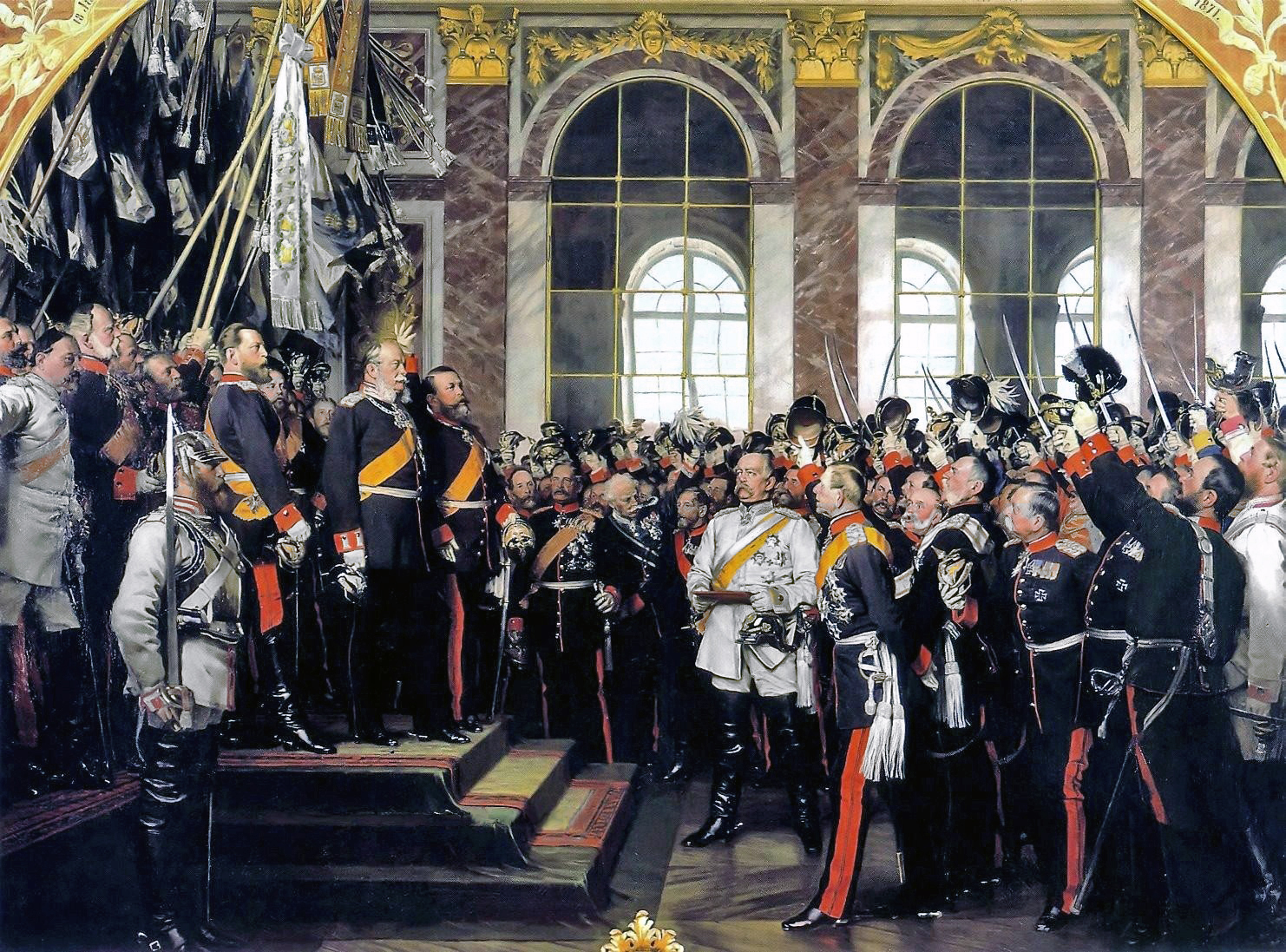
1871. január 18-án a versailles-i kastély tükörtermében kihirdetik a Német Birodalmat. (Bismarck fehérben, Anton von Werner festményén.)

Az új, harmadik francia köztársaság folytatta a harcot. Párizs ostroma közben az Északi Német Államszövetség délnémet szövetségeseivel együtt létrehozta a Német Birodalmat. 1871. január 18-án Vilmost mint I. Vilmost német császárrá koronázták a versailles-i kastély tükörtermében (mindezt a számos falfestmény miatt, amelyek német területek francia annexióját ábrázolták). A háborút lezáró frankfurti békeszerződés értelmében Franciaország lemondott Elzászról és Lotaringiáról, amelyeket még XIV. Lajos csatolt országához.
Ez a háború megerősítette Bismarck és Poroszország vezetését az egyesült Németországban. A déli államok hivatalosan a versailles-i szerződésben (1871) léptek be az egységes államba (később a frankfurti szerződésben (1871) ezt megerősítették), ez egyben véget vetett a francia–porosz háborúnak is. Bismarck, az egységes Német Birodalom első kancellárja föderációs állam helyett egységes nemzetállamot hozott létre.

## Kapcsolódó szócikk
- Német Vámunió (Zollverein, 1834–1871)